# Compost Peak
Der Compost Peak ist ein 2554 m hoher Berg in der antarktischen Ross Dependency. In der Königin-Alexandra-Kette ragt er 5 km nördlich des Levi Peak südlich des Wahl-Gletschers und westlich des Grindley-Plateaus auf.
Der Berg lag auf einer geflaggten Route für Teilnehmer am Central Transantarctic Mountains Camp (2010–2011) auf dem Bowden-Firnfeld. Namensgebend ist die an Kompost erinnernde Färbung von Doleritvorkommen in Form eines Talus an einem Hang des Berges, der im Übrigen aus Sandstein der sogenannten Buckley-Formation mit Dykes und Lagergängen aus sogenanntem Ferrar-Dolerit besteht.